# Acoustic (album de Dan Ar Braz)
Pour les articles homonymes, voir Acoustic.
Albums de Dan Ar Braz
The Earth's Lament
(1979) Musique pour les silences à venir...
(1985)
Acoustic est le quatrième album studio de Dan Ar Braz (« Ar Bras »), paru en décembre 1982 en France par Keltia Musique et en 1985 aux États-Unis par Green Linnet.

## Conception
L'album est enregistré en 1981 au Château d'Hérouville par Laurent Thibault.
En 2004, quatre instrumentaux sont ajoutés au CD, extraits de l'album Irish Reels, Jigs, Airs and Hornpipes sorti en 1980 avec Duck Baker, Dave Evans et Davy Graham.

## Caractéristiques artistiques
Le sang des navires« Ce morceau illustre l'accident maritime pétrolier le plus mémorable qui est jamais arrivé en Bretagne ; le naufrage de l'Amoco Cadiz et la Marée Noire catastrophique qui a suivi. »
Les Déments« Cette chanson parle de la situation critique des fermiers pauvres en Bretagne qui sont tombés en faillite, dans l'alcoolisme et la dépression comme ils ne pouvaient pas rivaliser avec les riches agriculteurs, les propriétaires et les propriétaires d'usine. »
Les Tisserands« J'ai rendu visite à un tisserand dans la vieille ville de Locronan et ses merveilleux mouvements servent d'inspiration pour cet air. »
Hope's in You« Le poète Breton Youenn Gwernig, qui a passé quinze ans à New York, a écrit ces mots pour moi en retournant en Bretagne. »
Vers les îles« Ce morceau parle du dernier voyage que nos âmes prennent pour des îles toujours paisibles. Ce concept appartient à une croyance celtique que je partage beaucoup. »
La danse des macareux« Les macareux sont les oiseaux migrateurs qui s'arrêtent par les Sept Îles de Bretagne chaque année. Beaucoup de macareux sont morts dans la Marée Noire causée par l'accident maritime Amoco Cadiz. »
Les Marins« C'est une chanson sur les vieux pêcheurs de Bretagne. »
10 Années déjà« Un morceau pour célébrer dix ans de vie et l'amour. »
Public Inquiry« Le petit village de Plogoff a été choisi pour héberger une centrale nucléaire. Des villageois et des gens de tous horizons et âges se sont rassemblés pour arrêter la décision. Après deux mois de combat quotidien avec des forces de police et militaires et après des enquêtes publiques sans fin, le peuple a gagné et le projet a été abandonné. » (Cette chanson est consacrée à Plogoff)
Saint-Marine« J'ai passé beaucoup de moments spéciaux à Sainte-Marine quand j'étais enfant et ce morceau raconte la nostalgie que je me ressens chaque fois que je pense à cet endroit enchantant. »

## Fiche technique

### Liste des titres
| No     | Titre                                      | Durée |
| ------ | ------------------------------------------ | ----- |
| 1.     | Sang des navires (The Blood of the Boat)   | 2:36  |
| 2.     | Déments (Demented)                         | 4:04  |
| 3.     | Tisserands (The Weavers)                   | 3:12  |
| 4.     | Hope's in You                              | 3:45  |
| 5.     | Vers les îles (Sailing Toward the Islands) | 4:30  |
| 6.     | Danse des macareux (Puffin's Dance)        | 3:04  |
| 7.     | Marins (The Fishermen)                     | 3:18  |
| 8.     | 10 Années déjà (Ten Years Already)         | 3:42  |
| 9.     | Public Inquiry                             | 4:55  |
| 10.    | Saint-Marine                               | 3:04  |
| Bonus. | Irish reels (2004)                         |       |
| 11.    | The boys of Blue Hill                      | 1:39  |
| 12.    | The fisherman's lilt                       | 1:36  |
| 13.    | The sunny bank                             | 1:51  |
| 14.    | Leaving Brittany going to Ireland          | 3:40  |

### Crédits
- Paroles et musiques Dan Ar Bras sauf paroles (1, 7) Xavier Grall et (4) Youenn Gwernig
- Production : Dan Ar Bras
- Photos : Louis Blonce
- Enregistrements et mixage : Laurent Thibault au Château d’Hérouville
- Les titres bonus ont été enregistrés aux studios Livingston (Londres), par Nic Kinsey.

#### Musiciens
- Dan Ar Braz : guitares et chant
- Benoît Widemann : claviers